# شر

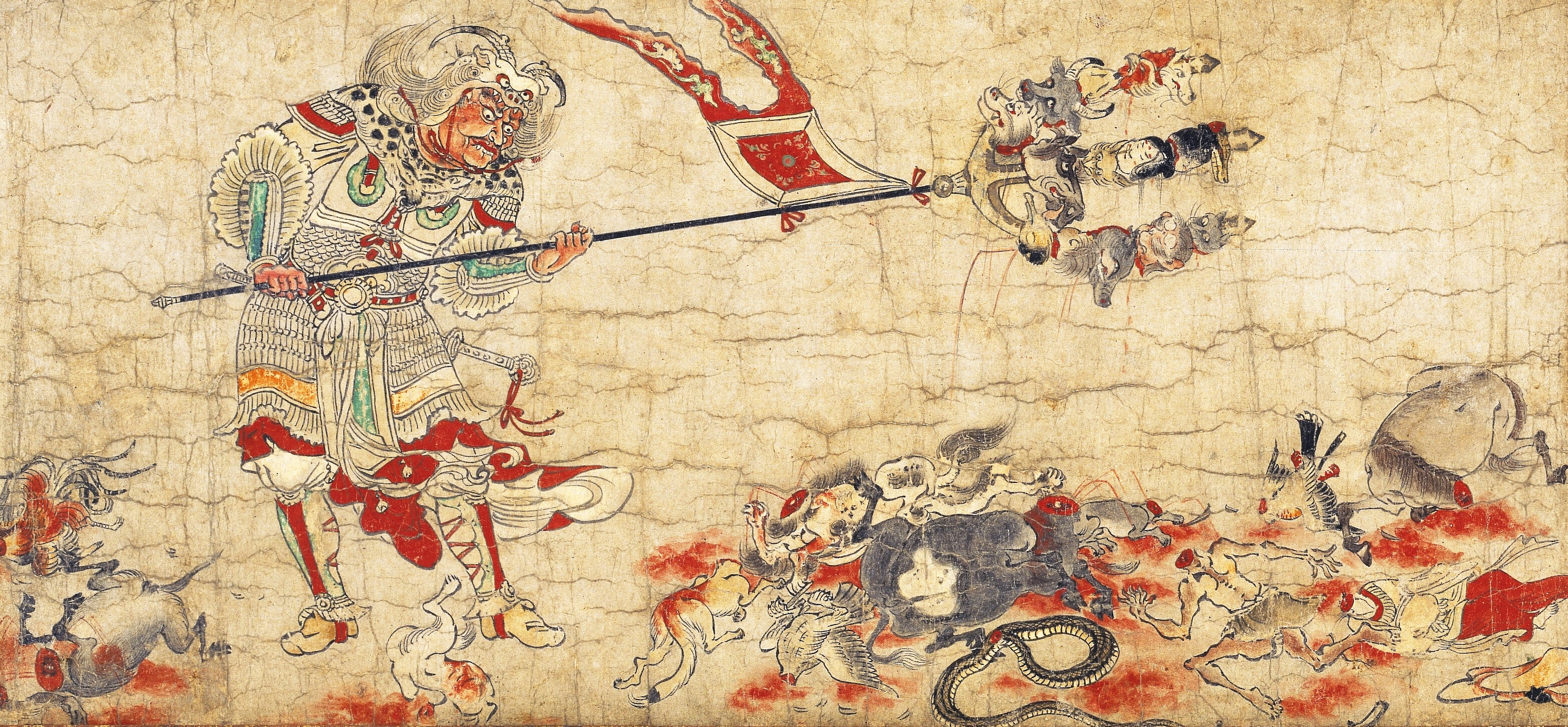

مصطلح الشر هو مصطلح يُقصد به في الدين وفي الأخلاقيات الجوانب السلبية في تفكير بني البشر وسلوكهم، وهو يتطرق إلى أولئك الذين يكفرون عمدا بضميرهم ويُظهرون رغبة في التدمير. تستخدم الكلمة في كثير من الثقافات لوصف الأعمال والأفكار التي تتطلع (بشكل مباشر أو غير مباشر) إلى التسبب بالمعاناة أو بالموت. يختلف تعريف الشر من ثقافة إلى أخرى.
التفرع بين «الخير» و«الشر» المناوئ له موجود في العديد من الثقافات. وهو يشتمل على تدرج هرمي مؤلف من قيم ومعايير أخلاقية تحدد سلوك بني البشر.

## الشر في الدين
تنظر بعض الديانات إلى الإنسان باعتباره شريرا في طبعه، وأهم صفاته وخصاله الطبيعية عزة النفس والأنانية (وهما تعتبران ميلا سلبيا) مع ان بمقدوره التحكم بهما. وفي تقاليد أخرى يعتبر بنو البشر أخيارا بطبعهم غير أن الشر يغويهم فيبعدهم عن الوضع الطبيعي. قد يتجسد الشر على شكل الشخصية التي تجسده، كالشيطان مثلا.

### فياليهوديةوالمسيحية
يرتبط الشر في التوراة بمصطلح الخطيئة، ويرتبط مصطلح «الخطيئة» بـ«إخطاء الهدف». يعتبر الإنسان ذا غريزة طبيعية تدفعه به إلى فعل الشر («غريزة الشر») وهي غريزة عليه التغلب عليها وكبحها.
يُعزى الشر في اليهودية والمسيحية إلى جوانب السلوك البشري المخالفة للوصايا العشر(الحرية التي منحها الله للإنسان). وهكذا فإن الشر شبيه بعدم الانصياع: الفرائض تبين ما هو المسموح وما هو الممنوع. الشر هو خرق أوامر الرب بسبب قلة الإيمان والانقطاع عنه. وهو من الناحية الاجتماعية يمثل الضعف والسلوك الهدام الذي يقود مباشرة إلى حياة الفوضى.
يوصف الشيطان في اللغات العبرية والآرامية واليونانية بتعابير مثل: الشيطان، الخصم، المتهم الكاذب، المسيء، المزور، الكاذب، القاتل، الأفعى، المغوي والأسد الذي يكمن للفريسة. وقد يكون الشر شبحا أو جنا يسيطر على بني البشر أو على الحيوانات.
هناك فرق دينية مسيحية لا تشخص الشر بواسطة الشيطان بل تنظر إلى القلب البشري على أنه يميل بطبيعته إلى الخداع غير أنها تلقي بالمسئولية عن خياراته على الإنسان.
على خلاف اليهودية والمسيحية هناك عقائد ونظريات فلسفية لا يوجد فيها سبب أو معنى للشر.
قصة أيوب الواردة في الكتاب المقدس هي مثال للشر الذي يمكن اعتباره عشوائيا. يرى التفسير المسيحي في الشر نتيجة للخطيئة أو لعدم الوفاء بمطالب الرب، وجزاؤه هو الهدم.

### فيالغنوصية(العارفية)وزردشت
كان لدى الفرق الغنوصية في مطلع الديانة المسيحية تقسيم بين الإله الخيّر والإله الشرير، وكان في مفهومهم إله التوراة والفرائض. ويمكن إيجاد هذا التقسيم ذاته في الديانة الفارسية («زارداشت») العالم هو معركة بين الله الخيّر (أهورا- مازدا)، والله الشرير (أهريمان).
في الاسلام
الشر في الاسلام هو غريزة ووساوس من الشيطان (إبليس) قد بدأ منذ طرد الله لابليس من السماء وسخطه ولعنه،يُعرف الشر في الفلسفة الاسلامية على إنه صراع أبدي ازلي و مضاده هو الخير.

## تعريف الشر- عالمي أم هو متعلق بالثقافة؟
يستخدم المجتمع الغربي مصطلح الشر باعتباره نوعا من مؤشرات الجريمة والقسوة أو التعفن الأخلاقي.
هناك من يرى في السلوك الجنسي المثلي أو في الإجهاض نوعا من الشر. وجهة النظر هذه تميز (مع انها ليست خاصة) المفاهيم الدينية أو المحافظة. ففي إسرائيل والولايات المتحدة مثلا يوجد خلاف اجتماعي حول أخلاقية هذه الظواهر.
كثيرون في المجتمع الغربي منقسمون في وجهات نظرهم حول الأخلاقية بين الطريقتين. فنظرية «الأخلاق المطلقة» من جهة ترى أن الخير والشر هما كيانان ثابتان نابعان من الرب، ومن الكون، أو من مرجعية معينة أخرى، ومن جهة أخرى هناك الأخلاقي النسبي، وهو مفهوم يرى أن الخير والشر هما نتاج ثقافي. الأخلاقية العالمية هي مصطلح إنساني وليد العصر الحديث، الحل الوسط بين الأخلاقية المطلقة غير القابلة للتحقيق وبين وجهة النظر النسبية.
هناك تعريف آخر للشر يرى فيه موت أو معاناة نابعة من أسباب إنسانية أو من أسباب طبيعية أخرى (كالهزات الأرضية والمجاعة مثلا). أي أن الشر ليس غاية فقط بل هو النتيجة النهائية أيضا.
رأى أفلاطون أن هناك طرقا قليلة لعمل الخير غير أن هناك طرقا لا تحصى لعمل الشر، ومن هنا فإن الشر قد يكون له تأثير أكبر على حياتنا. ولذلك هناك فلاسفة (مثل برنارد غارث) يرون أن منع الشر أهم من دفع الخير بواسطة صياغة قوانين أخلاقية وقواعد سلوكية.
يعرّف البعض الشر على أنه ليس مجرد معاناة أو عذاب يتسبب به شخص ما بل هو القيام بعمل ما لأسباب أنانية فقط (أي تحقيق القوة أو السعادة) أو السادية. يؤمن أصحاب هذا التعريف للشر أن الإنسان الذي يقوم بعمل شرير من الناحية الأخلاقية ولكنه لا يؤمن حقا بأن «الغاية تبرر الوسيلة» لا يعتبر إنسانا شريرا.
موقف «الغاية تبرر الوسيلة» يبرر للوهلة الأولى التسبب بالمعاناة بغية دفع غاية تعتبر مبررة.
توجد في العديد من الثقافات عقائد ثابتة بالنسبة لأمور وأعمال وأفكار غير مرغوب فيها. وفي بعض الثقافات تندرج الظروف غير المرغوب فيها ضمن فئة الشر. الموت غير الطبيعي، المرض، والكوارث الأخرى قد تعتبر شرا. ويُنظر إلى هذه الحالات في ثقافات أخرى على أنها جزء سليم من النظام الطبيعي.
العنف والغش، أو السلوكيات الهدامة الأخرى تجاه الغير، تعتبر كلها شريرة أو جيدة بموجب الظروف. الحرب هي مثال على ذلك، وهكذا يُعنى بمقولة «الله يقف إلى جانب المنتصرين».
أهم السلوكيات غير الأخلاقية مصنفة من الجرائم الصغيرة إلى الجرائم الكبيرة. يتجسد مفهوم تصنيف مجتمع ما لهذه الجرائم من خلال قوانينه وأنظمة القضاء والعقوبات فيه.

## هل الشر هو مصطلح عملي؟
يثير تعريف الشر انقساما، وهكذا هو الحال بالنسبة لمصطلح الإرهاب أيضا. هناك رأي يقول إن هذه مصطلحات ذاتية لأن من يُعرّف على أنه إرهابي قد يكون مقاتلا في سبيل الحرية. يستغل بعض الناس أو الجماعات هذه الطريقة في كثير من الأحيان في مقارعتهم لأعدائهم، وبخاصة لإثارة ردود فعل عاطفية قوية ضد الأشخاص أو الجماعات. على سبيل المثال، فقد طرح هذا الرأي منتقدو رئيس الولايات المتحدة الأميركية جورج بوش بشأن وصم بعض الدول، مثل كوريا الشمالية والعراق وإيران بأنها جزء من «محور الشر».
يرفض كثيرون من النقاد الاستخدام الشامل لمصطلح الشر بدعوى أن استخدامه يتجاهل الدوافع التي أدت إلى انتهاج السلوكيات التي يصفها. وبموجب وجهة النظر هذه ليس من المناسب تطبيق هذا المصطلح على كل عمل تقريبا يكون ذا معنى كبير يتجسد بالعنف كالأعمال الإرهابية والإبادة الجماعية. وبناء عليها يجب أن يقتصر تعريف الأشرار على الأشخاص الذين تدفعهم السادية والرغبة في القوة أو الجشع (بصيغ كثيرة). هذا لا يعني طبعا أن أعمال العنف، كالإرهاب والقتل هي مقبولة، بل أنه يجب عدم تصنيف منفذهاً بشكل مباشر كشرير
هناك رأي يقول إن من المفضل الامتناع كليا عن استخدام مصطلح «الشر» في النقاشات السياسية لأن هناك ميلا إلى اعتباره نابعا من الدين، وهذا يعني انتهاج طريقة تعامل متطرفة بعيدة عن التسامح تجاه الطرف المضاد.

## التعريف العلمي
جرى بحث الشر في العلوم الاجتماعية في إطار نظريات مختلفة كعلم الاجتماع وعلم النفس وعلم النفس الطبي والعلوم المعرفية.
يتجسد الشر في نوع شخصية غير اجتماعية أو المريضة نفسيا. يمتاز المريض نفسيا بالسلوك المتطرف، وبعدم الضمير، أو عدم القدرة على إبداء التعاطف، وكبح جماح النفس، أو الإحساس بالندم، بسبب ضرر تسبب به للآخرين.

## الشر في مجال الأعمال
ينسب الشر في مجال الأعمال إلى السلوك غير النزيه. ومن الأمثلة المعروفة لذلك مكان العمل الاستغلالي والاحتكاري، غير أن مصطلح «الشر» بات أكثر انتشارا في الآونة الأخيرة، ولا سيما في الصناعات التكنولوجية والملكية الفكرية. وكرد فعل على ذلك هناك مجتمعات تؤكد معارضتها للشر في مجال الأعمال. شعار «غوغل» هو «لا تكونوا أشرارا» ("Don't Be Evil")، كرد فعل على الانتقادات الكثيرة على الشركات التكنولوجية مثل مايكروسوفت وأمريكا أون لاين. أما شعار ماغنا تيوان، شركة تسجيلات مستقلة، فهو «نحن لسنا أشراراً»، بالنسبة للأشرار كما تزعم رابطة صناعة التسجيلات الأمريكية.

## اقرأ أيضًا
- خير
- جدلية الخير والشر
- شيطان